# Kék iringó
A kék iringó (Eryngium planum) az ernyősvirágzatúak (Apiales) rendjébe, ezen belül a zellerfélék (Apiaceae) családjába tartozó faj.

## Jellemzői
A növény csúcsi része és a tojásdad virágzat kékes színű. Alsó levelei egyszerűek, a felsők 3-5 hasábúak. Nem annyira elágazó, nyúlánk növény. Júliustól szeptemberig virágzik.

## Előfordulása
Nedves réteket, legelőket kedveli, erdőszéleken is előfordul.
Magyarországon az Alföldön gyakori, elsősorban a nagy folyók ártereiben, máshol ritka.
A kék iringó Közép-Európa, Délkelet-Európa, Kelet-Európa, valamint a Kaukázus térségében honos, valamint Szibéria, Kazahsztán és Kína területén terjedt el. Ausztriában és Németországban is megtalálható. A kék iringó számára a homoktalaj a legkedvezőbb. Ausztriában e növényfajt a kipusztulás fenyegeti.